# 浜道町
浜道町（はまみちちょう）は、愛知県豊橋市の地名。

## 地理
豊橋市南部に位置する。東は藤並町・高田町、西は三本木町・高師本郷町、南は天伯町、北は西幸町・曙町に接する。

### 河川
- 梅田川[1]

### 字一覧
- 管石（かんせき）[WEB 5]
- 北側（きたがわ）[WEB 5]
- 窪田（くぼた）[WEB 5]
- 車（くるま）[WEB 5]
- 桜（さくら）[WEB 5]
- 沢東（さわひがし）[WEB 5]
- 芝切（しばきり）[WEB 5]
- 新桜（しんさくら）[WEB 5]
- 新百々池（しんどどいけ）[WEB 5]
- 百々池（どどいけ）[WEB 5]
- 浜道（はまみち）[WEB 5]
- 船原（ふなばら）[WEB 5]
- 南側（みなみがわ）[WEB 5]
- 八坂（やさか）[WEB 5]
- 薮合（やぶあい）[WEB 5]

## 歴史

### 人口の変遷
国勢調査による人口および世帯数の推移。
| 1995年（平成7年）  | 602世帯 1880人 |  |
| 2000年（平成12年） | 634世帯 1888人 |  |
| 2005年（平成17年） | 665世帯 1923人 |  |
| 2010年（平成22年） | 680世帯 1898人 |  |
| 2015年（平成27年） | 701世帯 1925人 |  |
| 2020年（令和2年）  | 728世帯 1869人 |  |

### 沿革
- 1932年（昭和7年） - 高師村高師の一部により、豊橋市浜道町が成立[2]。
- 1957年（昭和32年） - 一部が曙町・西幸町に編入され、高師町の一部を編入する[2]。
- 1973年（昭和48年） - 一部が藤並町および高田町にそれぞれ編入される[2]。

## 交通
- 愛知県道東三河環状線[1]
- 愛知県道小松原小池線[1]

## 施設
- 高師台幼稚園[1]
- 浜道公民館[1]
- 逆戈神社[1]

### WEB
1. ↑  “愛知県豊橋市の町丁・字一覧”.   人口統計ラボ. 2023年4月13日閲覧。
2. 1 2  総務省統計局 (2022年2月10日). “令和2年国勢調査の調査結果(e-Stat) - 男女別人口，外国人人口及び世帯数－町丁・字等” (CSV). 2023年8月2日閲覧。
3. ↑  “愛知県豊橋市の郵便番号一覧”.   日本郵便. 2023年4月13日閲覧。
4. ↑  “市外局番の一覧” (PDF).   総務省 (2022年3月1日). 2022年3月22日閲覧。
5. 1 2 3 4 5 6 7 8 9 10 11 12 13 14 15  “愛知県豊橋市 住所一覧から地図を検索”.   ONE COMPATH. 2023年8月17日閲覧。
6. ↑  総務省統計局 (2014年3月28日). “平成7年国勢調査の調査結果(e-Stat) - 男女別人口及び世帯数 －町丁・字等” (CSV). 2021年7月20日閲覧。
7. ↑  総務省統計局 (2014年5月30日). “平成12年国勢調査の調査結果(e-Stat) - 男女別人口及び世帯数 －町丁・字等” (CSV). 2021年7月20日閲覧。
8. ↑  総務省統計局 (2014年6月27日). “平成17年国勢調査の調査結果(e-Stat) - 男女別人口及び世帯数 －町丁・字等” (CSV). 2021年7月21日閲覧。
9. ↑  総務省統計局 (2012年1月20日). “平成22年国勢調査の調査結果(e-Stat) - 男女別人口及び世帯数 －町丁・字等” (CSV). 2021年7月21日閲覧。
10. ↑  総務省統計局 (2017年1月27日). “平成27年国勢調査の調査結果(e-Stat) - 男女別人口及び世帯数 －町丁・字等” (CSV). 2021年7月21日閲覧。

### 書籍
1. 1 2 3 4 5 6 7 8  「角川日本地名大辞典」編纂委員会 1989, p. 1793.
2. 1 2 3  「角川日本地名大辞典」編纂委員会 1989, p. 1092.